# Adrian Iovita
Adrian Iovita ist ein rumänisch-kanadischer Mathematiker.
Iovita studierte Mathematik an der Universität Bukarest mit dem Abschluss 1978 und wurde 1996 an der Boston University bei Glenn Stevens promoviert (p-adic cohomology of abelian varieties). Als Post-Doktorand war er in Montreal (McGill und Concordia University). 1998 wurde er Assistant Professor an der University of Washington und 2003 Professor an der Concordia University.
Er war unter anderem Gastwissenschaftler in Paris, Padua (Gastprofessor), Münster, Jerusalem und Nottingham.
Iovita befasst sich mit Zahlentheorie (arithmetische algebraische Geometrie, p-adische Kohomologietheorien).
2008 erhielt er den Ribenboim-Preis. Er ist eingeladener Sprecher auf dem Internationalen Mathematikerkongress in Rio de Janeiro 2018 (p-adic variation of automorphic sheaves, mit Vincent Pilloni, Fabrizio Andreatta).

## Schriften
- mit M. Spiess: Logarithmic differential forms on p-adic symmetric spaces, Duke Math. Journal, Band 110, 2001, S. 253–278
- mit M. Spiess: Derivatives of p-adic L-functions, Heegner cycles and monodromy modules attached to modular forms, Invent.Math., Band 154, 2003, S. 333–384, Arxiv
- mit Annette Werner: p-adic height pairings on abelian varieties with semistable ordinary reduction,  Journal für die reine und angewandte Mathematik, Band 564, 2003, S. 181–203, Arxiv
- mit Fabrizio Andreatta, Vincent Pilloni: p-adic families of modular cusp forms, Annals of Mathematics, Band 181, 2015, S. 623–697, Arxiv
- mit Andreatta, Pilloni: Le Halo Spectral, 2015, Ann. Sci. ENS
- mit Andreatta, Pilloni: On overconvergent Hilbert modular cusp forms, Astérisque, Band 382, 2016, S. 163–193
- mit Andreatta, Glenn Stevens: Overconvergent modular sheaves and modular forms for {\displaystyle GL_{2/F}}, Israel Journal of Mathematics, Band 201, 2014, S. 299–359